# Men in Trees - Segnali d'amore
Men in Trees - Segnali d'amore è una serie televisiva statunitense andata in onda negli Stati Uniti in prima visione sul network ABC dal settembre 2006 a giugno 2008.
Dopo la messa in onda della seconda stagione, causa i bassi ascolti, la serie è stata cancellata nel maggio 2008. Protagonista della serie era Anne Heche.
La serie ha debuttato in Italia il 21 gennaio 2008 sul canale digitale terrestre a pagamento Mya che ha trasmesso l'intera serie fino al 21 luglio dello stesso anno. In chiaro è andata in onda dal 31 maggio al 19 agosto dello stesso anno su Canale 5, andando in onda in contemporanea con il canale Mya, ma venne interrotta dopo aver trasmesso la prima stagione e i primi 7 episodi della seconda stagione, La serie è stata poi ripresa da La5 che ha trasmesso i rimanenti episodi inediti dal 19 febbraio al 26 marzo 2011. In Italia la serie va in onda secondo l'ordine di produzione degli episodi e non di trasmissione statunitense.

## Trama
Marin Frist è una consulente sentimentale scrittrice di best seller che gira il paese per suggerire alle donne single come trovare l'uomo perfetto. In viaggio verso l'Alaska, Marin scopre qualcosa di terribile: il fidanzato che sta per sposare l'ha tradita con una sua amica. Fare i conti con questa realtà diventa per lei ancora più difficile quando resta bloccata ad Elmo (Alaska), una cittadina di montagna in maggioranza abitata da uomini, in cui qualcuno tornerà a farla sorridere.
Gli amici di Marin e la sua pubblicista cercano di sostenerla nonostante la lunga distanza, ma lei finalmente comprende di aver vissuto per troppo tempo con gli occhi chiusi. E ora che li ha aperti, vede il meraviglioso mondo che la circonda e per la prima volta si ferma e respira.

## Produzione
La ABC ordinò inizialmente i classici 13 episodi per la serie, e visti i buoni ascolti, ordinò una stagione completa di 22 episodi; tuttavia, in seguito, la ABC decise di trasmettere solo 17 dei 22 episodi prodotti, rimandando i 5 episodi restanti all'anno successivo. Per la seconda stagione furono ordinati solo 13 episodi, ma ne fu prodotto un altro trasmesso come "apertura di stagione" (prima dei 5 episodi rimanenti della prima stagione e dei 13 della seconda) che fosse di trama autoconclusiva e che servisse da presentazione per i personaggi ad eventuali nuovi spettatori. Anche a causa dello sciopero degli sceneggiatori, non furono prodotti altri episodi e la serie venne cancellata.

## Episodi
| Stagione         | Episodi | Prima TV originale | Prima TV Italia |
| ---------------- | ------- | ------------------ | --------------- |
| Prima stagione   | 17      | 2006-2007          | 2008            |
| Seconda stagione | 19      | 2007-2008          | 2008            |